# Antepirrhoe
Antepirrhoe là một chi bướm đêm thuộc họ Geometridae.

## Các loài
- Antepirrhoe atrifasciata (Hulst, 1888)
- Antepirrhoe fasciata (Barnes & McDunnough, 1918)
- Antepirrhoe semiatrata (Hulst, 1881)